# 兴文石桥
兴文石桥，位于中国广东省茂名市高州市城区南关街，为茂名市高州市文物保护单位，类型为古建筑，公布时间为1994年11月15日。
兴文石桥的历史年代为明代。